# Hej, chłopcy, bagnet na broń
Hej, chłopcy, bagnet na broń – piosenka napisana przez Krystynę Krahelską ps. Danuta w 1943 roku. Była jedną z najpopularniejszych piosenek Polski Walczącej i powstania warszawskiego.

## Kompozycja i słowa
Utwór zbudowany jest z pięciu czterowersowych zwrotek. Linia melodyczna nawiązuje do marsza, dlatego też nazywany jest „marszem »Baszty«”.

Hej, chłopcy, bagnet na broń!
Długa droga, daleka przed nami,
Mocne serca, a w ręku karabin,
Granaty w dłoniach i bagnet na broni.

## Historia utworu
Po raz pierwszy piosenka została zaśpiewana przez Krystynę Krahelską w lutym 1943 roku w konspiracyjnym mieszkaniu na Żoliborzu przy ul. Stefana Czarnieckiego. Wieczorne spotkanie zorganizował harcmistrz Ludwik Berger, a w jego trakcie kilkudziesięciu harcerzy słuchało pieśni śpiewanych przez Krahelską i Janinę Krassowską. Na zakończenie autorka zaśpiewała marsz specjalnie napisany dla żołnierzy batalionu „Baszta”. Zgromadzeni powtarzali słowa piosenki, aż wszyscy nauczyli się ich na pamięć. Wkrótce utwór ten stał się jedną z najpopularniejszych piosenek Polski Walczącej i powstania warszawskiego.
Tekst opublikowano po raz pierwszy na łamach konspiracyjnego dwutygodnika „Bądź Gotów” (20 listopada 1943, nr 21) pod nieco zmienionym tytułem „Bagnet na broń”. Następnie przedrukowano go w prasie powstańczej, dwóch konspiracyjnych antologiach „Pieśni Podziemne” (1944) i  „Śpiewnik B.Ch.” (październik 1944), jak również w „Barykadzie” Nr 6, s. 3 z 17 sierpnia 1944.
Po zakończeniu II wojny światowej pieśń śpiewana była w oddziałach partyzantki antykomunistycznej.
12 marca 1967 roku odbyła się w Teatrze Klasycznym w Warszawie, premiera spektaklu „Dziś do ciebie przyjść nie mogę...”, w której wykorzystano utwory Krystyny Krahelskiej: „Hej, chłopcy, bagnet na broń!” i „Smutna rzeka”.
W Pamiętnikach żołnierzy batalionu „Zośka” Juliusz Bogdan Deczkowski ps. Laudański napisał: 

W marszu czuję się wspaniale. Patrzę na zwarte czwórki plutonu, na uśmiechnięte twarze kolegów, na biało-czerwone opaski na ramionach i hełmach. Rytmicznie  uderzają podkute buty o bruk w takt piosenki: „Hej chłopcy, bagnet na broń!”. Jak długo musieliśmy czekać, aby się wreszcie spełniły te słowa!

Tytuł utworu znalazł się także na tablicach pamiątkowych poświęconych pamięci Krystyny Krahelskiej, m.in. na tablicy przy ul. Rakowieckiej 57 w Warszawie, gdzie mieszkała i na ścianie pałacu Czartoryskich w Puławach, gdzie ukrywała się w latach 1943–1944.